# جيف تشارلستون
جيف تشارلستون (بالإنجليزية: Jeff Charleston)‏ هو لاعب كرة قدم أمريكية أمريكي، ولد في 19 يناير 1983.

## وصلات خارجية
- جيف تشارلستون على موقع مرجع كرة القدم المحترفة.كوم (الإنجليزية)